# Mednarodno pomembno območje za ptice
Mednarodno pomembna območja za ptice (angleško Important Bird Area; kratica IBA) so mednarodno pomembna območja (habitati) namenjena ohranjanju populacij ptic. IBA območja (mednarodno pomembna območja za ptice) so določena v skladu z metodologijo Mednarodne zveze za varstvo ptic (BirdLife International).
Za območja IBA velja, da so bila po vsem svetu določena na podlagi enotnih znanstvenih meril. Ta območja so dovolj majhna za uspešno ohranjanje ali pa so pogosto že del zavarovanih območij.

## Merila
IBA so določene po mednarodno dogovorjenih merilih. Posebne mejne vrednosti IBA so določena v regionalnih in nacionalnih upravnih organizacijah. 
Da neko območje postane IBA mora vsebovati vsaj eno izmed spodnjih zahtev:
- Vzdržujejo pomembno število ene ali več svetovno ogroženih vrst.
- So eno izmed območij, ki skupno vzdržujejo omejeno število vrst ali habitatov.
- So ključna postajališča ptic na selitveni poti.

Merila za ocenjevanje so:
- A1. Globalno ogrožene vrste

Območje izpolnjuje pogoje, če je znano, predvideno ali mislijo, da ima populacijo vrste, ki je na IUCN rdečem seznamu kategorizirana kot kritično ogrožena, prizadete ali ranljiva. Redno prisotnost kritično ali ogroženih vrst, ne glede na velikost populacije na območju zadostuje da se mesto označi kot IBA. Za ranljive vrste je prisotnost večjega števila na območju potrebno sprožiti izbor.
- A2. vrsta omejenega dosega

Območje predstavlja eno od niza izbranih, da se zagotovi, da so vse vrste omejenega dosega z Endemic Bird Area (EBA) ali srednjem območju (Secondary Area (SA)) prisotne v velikem številu na vsaj enem mestu in po možnosti še več.
- A3. Biomsko omejene vrste

Območje predstavlja enega od niza izbranih, da se zagotovi ustrezna zastopanost vseh vrst, omejenih na določenem biomu, tako po biomu kot celoti in za vse njene vrste v vsaki državi dosega.
- A4. Globalne zgostitve - vrste, ki se združujejo v jate
  - i. Velja za "vodne ptičje" vrste, kot sta jih opredelila Delaney in Scott in se zgleduje po merilu 6 Ramsarske konvencije za ugotavljanje mokrišč mednarodnega pomena.
  - ii. Velja za tiste morske ptičje vrste, ki niso zajete v Delaney in Scott (2002). Kvantitativni podatki so vzeti iz različnih objavljenih in neobjavljenih virov.
  - iii. Je oblikovana na podlagi kriterijan 5 Ramsarske konvencije za ugotavljanje mokrišč mednarodnega pomena.
  - iv. Območje je znano ali mislijo, da presega mejne vrednosti, določene za selitvene vrste na deficitarnih mestih.[2]